# 山东省青州第一中学
山东省青州第一中学，简称青州一中，坐落于山东省潍坊市青州市的一所高级中学，创办于1902年，前身是宋代的松林书院。
山东省青州第一中学是山东省重点中学、省级规范化学校，先后被评为全国电化教育科研学校、国家现代教育技术实验学校、中华传统文化教育实验学校、全国首批“中小学优秀传统文化教学研究基地学校”、全国红色革命教育基地、全国中学最具成长力学校。学校南临云驼风景区，占地面积116亩，建筑面积为5万多平方米。

## 历史
山东省青州第一中学的历史最早追溯到北宋仁宗年间所建书院，书院因院内对植二株松树被称为“矮松园”。据《青州史话》记载，宋仁宗曾御赐矮松园四书五经一宗，并诏示各州效仿青州办儒学。明宪宗成化五年(1469年)，青州知府李昂将“名宦祠”移建于矮松园，并改称“名贤祠”，祭祀包括寇准、范仲淹、欧阳修等宋代13位青州知府，在祠前建思齐、仰止两斋，左建藏修轩，右建息游轩，书院更名为“松林书院”。正德十年，青州知府朱鉴移“乡贤堂”于书院，祭祀王曾、石茂华等当地名士56人。该书院在明代已被称为青州八大景之一。
自1902年（光绪二十八年）开始，山东各府、直隶州相继开办中学堂，青州府松林书院建青州府官立中学堂和东昌府启文书院建东昌府官立中学堂是山东首批建成的两所中学堂
1912年，根据中华民国《普通教育暂行办法》规定，学堂监督改称校长，各府、直隶州辖设中学堂一律改成中学校，这样，青州府官立中学堂就更名为青州中学校。
1913年，各地中学校不再以地区命名学校，而以顺序数字冠以校名，省属中学共16所，其中青州中学校编列为山东省立第十五中学校。
1913年，山东实行行政改革，取消府治，实行省、道、县三级制，青州府撤府更名益都县。1914年，山东省重新划设省立中学，中学实行四年制，共设10所，在益都的这所中学正式命名为山东省立第十中学。
1922年，中华民国政府颁布《学校系统改革令》，中学学制改为初中三年，高中三年，全省省立中学改为初中，并按新制招生，旧制学生延续完不再按旧制招生。山东省立第十中学自1923年暑假后开始实行新学制。
1926年，山东建省立山东大学，把省立一中、二中、六中、十中四所学校的高中部集中于济南，设省立山东大学附属中学。1929年山东大学搬迁青岛，附属中学留在济南，改称山东省立高级中学，直至“七七事变”前，山东省立高级中学是全省唯一所三年制高中。
1934年，全省省立中学均更名为以本地区名的省立初级中学。这样，山东省立第十中学就更名为山东省立益都初级中学。
1937年，因日本侵略，山东省立益都初级中学解散。1937年10月，部分师生遵省教育厅令同全省两千六百余学生一起开始西迁，途径河南许昌、南阳，湖北均县、郧阳，陕西汉中、安康，四川罗江、绵阳，于1939年春到达四川绵阳地区，在此成立国立山东中学，不久又更名国立第六中学。山东流亡师生曾在湖北郧阳、均县驻扎数月，当时成立了国立湖北中学。 1941年后，山东没有随全省中等学校西迁部分师生，陆续来到安徽阜阳，1943年尊教育部令建立国立第二十二中学，因为没有见到史料，仅能推测其中当有益都初级中学的师生。
1938年1月，日军占领益都县城及火车站。4月，成立青州道道尹公署。8月，利用山东省立益都初级中学的校名、校舍、设备，派任校长，聘任教师，招生开学。1942年暑假后增设高中部，招收高一学生一个班，校名易称山东省立益都中学。1945年8月日本投降，学校停办。
1942年冬天，国民党益都县政府开始在昌乐的黄村、岳泉招收学生，并于1943年春，在昌邑的常家庄开学，仍使用“山东省立益都初级中学”校名，区别日伪所办校以示正统。
1945年8月22日，共产党鲁中部队率先解放益都县城，当月29日，成立青州市政府。1946年2月，在松林书院校址上招生办学，称青州中学。6月下旬，国民党整编第八军进攻益都解放区，学校奉命转移，部分取得家长同意的学生跟随学校转移，其他学生各自返回家中。
1946年7月，国民党第八军攻占益都后，时任国民党的省立益都初级中学校长赵立文带领师生进入松林书院，开学上课。1947年2月，华东野战军光复益都等城镇，校长赵立文带领学生退至昌乐山堂村继续上课。1947年8月，国民党军队复占益都县城，校长赵立文带领师生再进松林书院上课，后随时局发展又退至昌乐尧沟办学。直至1948年3月，随着国民党军队的彻底溃败，该校彻底解散。
1948年3月，益都全境解放。中共华东局、山东省委、省政府迁驻益都，决定恢复青州市。9月3日，山东省政府在青州召开了第三次教育工作会，华东局决定恢复省立青州中学，设中学部和师范部，受华东局直接领导，并于1948年10月10日，在学校大礼堂（1934年建成）举行隆重的开学典礼，当时这是全省唯一的直属中学，定为正县级。
1950年11月，省立青州中学进行分校，师范部成立了省立益都师范学校，中学部改办为山东省立益都中学。
1951年4月1日，校名改为山东省益都中学。
1952年秋，学校改称山东省益都第一中学。
1966年6月13日，益都一中继前一天益都师范首起之后开始了轰轰烈烈的文化大革命，学校办学进入混乱时期。
1968年春节后，学校复课闹革命，接受弥河大马山驻军的 “军训”，基本稳住局面，这次复课后，讲授内容讲究为工农兵服务。8月后，军宣队、工宣队先后进驻学校，学校成立“革委会”，9月，学校又招了一届初、高中班。11月，各公社开始办高中，学生回公社就近入学。12月，全县1400多名公办教师被“下放”回各公社中学工作，接受贫下中农再教育，改工资制为工分加补贴制。
1969年下半年，军宣队撤离，工宣队领导学校工作。
1970年，学校改办为专门培训农机常识和培养拖拉机手的“五七红校”。
1971年秋，学校恢复办学，是从别的学校抽调两个班的学生上课。
1971年12月，学校改名为益都县中学，并采取推荐入学又有招生。
1973年，恢复暑期考试招生仅此一年，后招生方式恢复以前方式。1977年11月，工宣队方才撤离。
1978年，恢复暑期考试招生模式至今。
1979年3月14日，学校名称正式恢复为“山东省益都第一中学”，但县级单位的序列并未恢复。奇怪的是，1978年5月山东省教育厅把益都一中列为首批办好的省属重点中学；1978年县委（78）第89号文件任免校领导也用益都一中名称。
1980年恢复实行三三学制。恢复初中部招生，但1982年因校舍问题停招一次，1986年开始彻底停止招生初中班。
1986年3月1日，益都县改名青州市，学校改称山东省青州第一中学，沿用至今。

## 文化传承
云门蔚秀，松林葱郁；
圣贤桑梓，海岱雄风；
齐鲁菁峩，荟萃益中；
文化之府，邦教之英；
誉驰遐迩，绩著西东；
噫欤圣哉，泱泱大风。
——1942年师生创作